# Heinz-Nixdorf-Realschule
Die Heinz-Nixdorf-Realschule war die Realschule der Stadt Büren im Kreis Paderborn.

## Geschichte
Zu Beginn der 1960er Jahre sah die Stadt Büren die Notwendigkeit einer öffentlichen mittleren Schule und zum 25. August 1969 nahm die öffentliche Realschule für Jungen und Mädchen zunächst im Internat „Moritz von Büren“ den Unterricht auf, da der Gemeinschaftsbau mit der Hauptschule noch nicht fertiggestellt war. Zum Schuljahr 1972/73 konnte die Realschule ihre Räume im neuen Schulzentrum an der Kleffnerstraße beziehen. Im Jahre 1973 bekam die Schule eine Aula und eine Sport- und Schwimmhalle sowie einen Sportplatz. Seit dem Schuljahr 1979/80 wurde sie dreizügig gefahren, da die Gesamtschülerzahl auf 530 gestiegen war. Um den Schülern Einblick in die Berufswelt zu geben, werden seit 1984 Betriebspraktika in den 9. Klassen durchgeführt. Ein letzter Umbau der Schule und des Schulhofs folgten um das Jahr 2000. Die Schule wurde seit dem Ende des Schuljahres 2018/2019 vollständig durch die Gesamtschule Büren ersetzt.

## Namensgebung
Über den Namen haben die Schüler, Lehrer und Eltern im Jahr 2005 in einer Abstimmung entschieden und dem Stadtrat zur Abstimmung empfohlen. Vorausgegangen war eine jahrelange, intensive Informations- und Diskussionsphase über einen eventuellen Namensgeber. Nach einigen Überlegungen nahm der Stadtrat die Empfehlung durch Abstimmung an. So heißt die Schule seit dem 17. März 2005, dem Todestag Heinz Nixdorfs, offiziell Heinz-Nixdorf-Realschule, benannt nach dem Paderborner Computerpionier Heinz Nixdorf. Zwischen diesem und der Schule besteht allerdings außer dem Namen keinerlei Verbindung.

## Schulmuseum
Im Gebäude der Realschule befindet sich unter anderem auch ein Museum, das anhand von Bildern und Exponaten verdeutlichen soll, wie es zu früheren Zeiten in den Schulen ausgesehen hat. Unterhalten wird es jedoch von der Mühlenkampschule.

## Schüleraustausch
Seit mehreren Jahren besteht eine Schulfreundschaft zwischen der Heinz-Nixdorf-Realschule und einer Schule im polnischen Radom. Im Sommer 2008 sowie im Herbst fanden jeweils Schüleraustausche zwischen den beiden Schulen statt.

## Übermittagsbetreuung
Seit dem Beginn des Schuljahres 2009/2010 wird eine Übermittagsbetreuung für die Schüler der Schule angeboten. Die Schüler können zwischen einem Essen in der Mensa der benachbarten Hauptschule, sportlicher Betätigung oder weiteren Angeboten wählen.